# Polytrichastrum
Polytrichastrum ist eine Gattung von Laubmoosen aus der Familie Polytrichaceae.

## Merkmale
Die mittelgroßen bis kräftigen Pflanzen bilden lockere und oft ausgedehnte Rasen. Die aufsteigenden bis aufrechten, einfachen oder wenig verzweigten Stämmchen entspringen kurzen unterirdischen Rhizomen. Die Blätter bestehen aus einem basalen, dem Stämmchen anliegenden, breiteren und chlorophyllfreien Scheidenteil und einer schmäleren, lanzettlichen und scharf zugespitzten Spreite. Die mehrschichtige Blattrippe ist sehr breit und nimmt – die schmalen Blattränder ausgenommen – den größten Teil der Blattspreite ein. Die Oberseite der Blattrippe ist mit zahlreichen Assimilationslamellen besetzt; diese sind etwa 5 bis 9 Zellen hoch.
Die eigentlichen Moospflanzen (Gametophyten) der Gattung Polytrichastrum weisen die gleichen Merkmale auf wie die der Gattung Polytrichum im engeren Sinn; sie werden durch Merkmale der Sporophyten unterschieden.
Die Sporenkapseln mit 64-fachem Peristom sind im Gegensatz zu Polytrichum-Arten eher stumpf vier- bis sechskantig oder rund, die Apophyse (Kapselhals) ist vom Rest der Kapsel nicht scharf durch eine tiefe Einschnürung getrennt. Die Sporen sind über 10 µm groß.

## Verbreitung
Die Gattung Polytrichastrum hat ihr Hauptverbreitungsgebiet in den kühl-gemäßigten bis arktischen und antarktischen Klimazonen, schwerpunktmäßig in der Nordhemisphäre.

## Systematik und Arten (Auswahl)
Polytrichastrum-Arten waren ehemals Teil der Gattung Polytrichum und wurden von G. L. Smith 1971 aufgrund von Peristom-Merkmalen abgetrennt. Nach Stech & Frey zählen weltweit 13 Arten zu Polytrichastrum, davon sind in Deutschland, Österreich und der Schweiz die folgenden Arten vertreten:
- Alpen-Widertonmoos (Polytrichastrum alpinum)
- Schönes Widertonmoos (Polytrichastrum formosum)
- Zierliches Widertonmoos (Polytrichastrum longisetum)
- Polytrichastrum pallidisetum
- Polytrichastrum sexangulare